# Fort Omaha
Fort Omaha est un poste militaire de la United States Army établi le 5 décembre 1868 sur la rive droite du Missouri, près de la ville actuelle d'Omaha dans le Nebraska.
Initialement dénommé Camp Sherman en l'honneur du lieutenant-général William Tecumseh Sherman, il fut renommé Omaha Barracks en 1869 avant de prendre sa dénomination définitive le 30 décembre 1878. La garnison fut transférée en 1895 à Fort Crook et le fort Omaha resta inoccupé pendant une dizaine d'années avant d'être réutilisé à plusieurs reprises. Le site est inscrit au Registre national des lieux historiques.